# Dipturus laevis
Dipturus laevis is een vissensoort uit de familie van de Rajidae. De wetenschappelijke naam van de soort is voor het eerst geldig gepubliceerd in 1818 door Mitchill.